# Renaud Fély
Renaud Fély (parfois écrit Renaud Fely) est un réalisateur français né[Où ?] en 1968.

## Filmographie
- 2001 : Le Passage des bêtes (court métrage)
- 2010 : Pauline et François
- 2016 : L'Ami (coréalisateur : Arnaud Louvet)

## Distinctions
- 2015 : Lauréat de la Fondation Gan pour le Cinéma pour le long métrage L'Ami, François d'Assise et ses frères[2]